# Pierre Rambur
Pour les articles homonymes, voir Rambur.
Pierre Rambur, né Pierre Jules Rambur le 21 juillet 1801 à Ingrandes près de Chinon et mort le 10 août 1870 à Genève, est un médecin et entomologiste français .

## Biographie
Il fait des études de médecine à Tours et à Montpellier. Il obtient son titre de docteur à Paris en septembre 1827. Avec Adolphe de Graslin (1802-1882), son ami d’enfance, et Jean-Baptiste Alphonse Dechauffour de Boisduval (1799-1879), il participe à la Collection iconographique et historique des chenilles d’Europe.
Il participe, le 29 février 1832, à la séance d’ouverture de la Société entomologique de France, qu'il contribue à fonder.
En 1834-1835, il réalise un grand voyage en Andalousie avec Graslin. Le voyage n’est pas des plus faciles : Rambur est dépouillé plusieurs fois par des bandits de grand chemin, il est emprisonné par les Britanniques qui l’accusent d’espionnage, parce qu’il escalade le rocher de Gibraltar afin d’y observer les singes, etc. Il se marie en 1841 et se fixe à Seiches en Touraine, près de Graslin, pour y exercer la médecine. Vers 1846, il choisit une nouvelle résidence à Saint-Christophe-sur-le-Nais. Il se lassa bientôt d'exercer la médecine dans cette localité et vint se fixer à Tours. Il quitta finalement la Touraine pour aller vivre à Genève,  où il décéda des suites d'une dysenterie qu'il avait gagné lors d'un voyage à Barcelone .
Paul Mabille (1835-1923) publia une notice bibliographique sur les travaux de Pierre Rambur . Parmi ses publications, il faut citer : le Catalogue des lépidoptères de l’île de Corse (1832), fruit d’un voyage d’une année, la Faune entomologique de l’Andalousie (deux volumes, 1837-1840), l’Histoire naturelle des insectes Névroptères (faisant partie des Suites à Buffon, 1842), qui est sans conteste son ouvrage le plus important, et le Catalogue systématique des Lépidoptères de l’Andalousie (1858-1866). En 1839, dans son ouvrage la Faune entomologique de l’Andalousie, il publia les premiers dessins des genitalia des Hesperidae. Il fallut attendre 70 ans pour que ces travaux pionniers soient employés à large-échelle pour la discrimination d'espèces autrement très similaires.